# Triple Crown (Wrestling)
Die Triple Crown ist eine Auszeichnung im Wrestling. Diese wird Wrestler verliehen, die im Laufe ihrer Karriere drei spezifische Meisterschaften einer Promotion gewonnen haben.

## World Wrestling Entertainment
In der WWE wurde der Begriff Triple Crown traditionell als Beschreibung eines Wrestlers verwendet, der die WWE Championship, die Intercontinental Championship und die World Tag Team Championship gewonnen hat. Über einen Zeitraum von fast achtzehn Jahren  waren dies  die einzigen drei Meisterschaften die ein Wrestler halten müsste, um die Auszeichnung Triple Crown zu bekommen. Bis in die 1990er Jahre war diese Auszeichnung äußerst selten. Pedro Morales blieb über ein Jahrzehnt der einzige Triple Crown Champion.
Nach dem ersten Brand-Split zwischen 2002 und 2011 wurden die World Heavyweight Championship und die WWE Tag Team Championship zu alternativen Titeln, die einen Teil der Triple Crown bilden können. Während der Vereinigung der beiden Weltmeisterschaften und der Zwei-Tag-Teammeisterschaften waren die einzigen drei Triple Crown-Meisterschaften die WWE Championship, Intercontinental Championship und die WWE Tag Team Championship. Im Juli 2016 führte die WWE den Brand-Split wieder ein und mit diesem zwei neue Titel: die Universal Championship und die SmackDown Tag Team Championship. WWE gab im Januar 2017 an, dass die oben genannten Meisterschaften ein akzeptabler Ersatz sind, um den Grand Slam bilden zu können, aber es wurde nicht bestätigt, ob diese Teil der Triple Crown sind.
CM Punk hält den Rekord für die Fertigstellung der Triple Crown in kürzester Zeit zwischen dem ersten und dem dritten Titel. Es dauerte 203 Tage zwischen Juni 2008 und Januar 2009. Er brach den bisherigen Rekord von Diesel von 227 Tagen im Jahr 1994.

### Liste der WWE Triple Crown Sieger
| Text          | Text                                                                 |
| ------------- | -------------------------------------------------------------------- |
| Datum         | Der Tag an dem die Meisterschaft zum ersten mal erhalten worden ist. |
| Datum in fett | Der Tag an dem der Wrestler die Triple Crown bildete.                |
| Namen in fett | Wrestler die auch die Grand Slam bilden konnten.                     |
| Farben        |                                                                      |
|               | Erhielt alle Meisterschaften eines Formates                          |
|               | Erhielt den Titel als Mitglied des Raw-Rosters.                      |
|               | Erhielt den Titel als Mitglied des SmackDown-Rosters.                |
|               | Erhielt den Titel als Mitglied des NXT-Rosters.                      |
|               | Erhielt den Titel als die Brand Extension außer kraft gesetzt war.   |

#### Männerformat
Ein männlicher Wrestler der WWE muss mindestens eine Weltmeisterschaft, eine Sekundärmeisterschaft und eine Tag-Team-Meisterschaft erringen, um die Triple Crown bilden zu können.
| Champion                | Primär-Meisterschaften (eine benötigt) | Primär-Meisterschaften (eine benötigt) | Tag-Team Meisterschaften (eine benötigt) | Tag-Team Meisterschaften (eine benötigt) | Sekundär-Meisterschaft |
| Champion                | WWE                                    | World                                  | World Tag Team                           | WWE Tag Team                             | Intercontinental       |
| ----------------------- | -------------------------------------- | -------------------------------------- | ---------------------------------------- | ---------------------------------------- | ---------------------- |
| Pedro Morales           | 8. Februar 1971                        | —                                      | 9. August 1980                           | —                                        | 8. Dezember 1980       |
| Bret Hart               | 12. Oktober 1992                       | —                                      | 26. Januar 1987                          | —                                        | 26. August 1991        |
| Diesel                  | 26. November 1994                      | —                                      | 28. August 1994                          | —                                        | 13. April 1994         |
| Shawn Michaels          | 31. März 1996                          | 17. November 2002                      | August 28, 1994                          | 13. Dezember 2009                        | 27. Oktober 1992       |
| Stone Cold Steve Austin | 29. März 1998                          | —                                      | 26. Mai 1997                             | —                                        | 3. August 1997         |
| The Rock                | 15. November 1998                      | —                                      | 30. August 1999                          | —                                        | 13. Februar 1997       |
| Triple H                | 23. August 1999                        | 2. September 2002                      | 29. April 2001                           | 13. Dezember 2009                        | 21. Oktober 1996       |
| Kane                    | 28. Juni 1998                          | 18. Juli 2010                          | 13. Juli 1998                            | 19. April 2011                           | 20. Mai 2001           |
| Chris Jericho           | 9. Dezember 2001                       | 7. September 2008                      | 21. Mai 2001                             | 28. Juni 2009                            | 12. Dezember 1999      |
| Kurt Angle              | 22. Oktober 2000                       | 10. Januar 2006                        | —                                        | 20. Oktober 2002                         | Februar 27, 2000       |
| Eddie Guerrero          | 15. Februar 2004                       | —                                      | —                                        | 17. November 2002                        | 5. September 2000      |
| Chris Benoit            | —                                      | 14. März 2004                          | 21. Mai 2001                             | 20. Oktober 2002                         | 2. April 2000          |
| Ric Flair               | 19. Januar 1992                        | —                                      | 14. Dezember 2003                        | —                                        | 18. September 2005     |
| Edge                    | 8. Januar 2006                         | 8. Mai 2007                            | 2. April 2000                            | 5. November 2002                         | 24. Juli 1999          |
| Rob Van Dam             | 11. Juni 2006                          | —                                      | März 31, 2003                            | 7. Dezember 2004                         | 17. März 2002          |
| Booker T                | —                                      | 23. Juli 2006                          | 1. November 2001                         | —                                        | 7. Juli 2003           |
| Randy Orton             | 7. Oktober 2007                        | 15. August 2004                        | 13. November 2006                        | —                                        | 14. Dezember 2003      |
| Jeff Hardy              | 14. Dezember 2008                      | 7. Juni 2009                           | 29. Juni 1999                            | 2. April 2017                            | 10. April 2001         |
| CM Punk                 | 17. Juli 2011                          | 30. Juni 2008                          | 27. Oktober 2008                         | —                                        | 19. Januar 2009        |
| John Bradshaw Layfield  | 27. Juni 2004                          | —                                      | 25. Mai 1999                             | —                                        | 9. März 2009           |
| Rey Mysterio            | 25. Juli 2011                          | 2. April 2006                          | —                                        | 5. November 2002                         | 5. April 2009          |
| Dolph Ziggler           | —                                      | 15. Februar 2011                       | 3. April 2006                            | 3. September 2018                        | 28. Juli 2010          |
| Christian               | —                                      | 1. Mai 2011                            | 2. April 2000                            | —                                        | 23. September 2001     |
| Big Show                | 14. November 1999                      | 18. Dezember 2011                      | 22. August 1999                          | 26. Juli 2009                            | 1. April 2012          |
| The Miz                 | 22. November 2010                      | —                                      | 13. Dezember 2008                        | 16. November 2007                        | 23. Juli 2012          |
| Daniel Bryan            | 18. August 2013                        | 18. Dezember 2011                      | —                                        | 16. September 2012                       | 29. März 2015          |
| Dean Ambrose            | 19. Juni 2016                          | —                                      | —                                        | 20. August 2017                          | 13. Dezember 2015      |
| Roman Reigns            | 22. November 2015                      | —                                      | —                                        | 19. Mai 2013                             | 20. November 2017      |
| Seth Rollins            | 29. März 2015                          | —                                      | —                                        | 19. Mai 2013                             | 8. April 2018          |
| Kofi Kingston           | 7. April 2019                          | —                                      | 27. Oktober 2008                         | 22. August 2011                          | 29. Juni 2008          |
| Drew McIntyre           | 26. März 2020                          | —                                      | —                                        | 19. September 2010                       | 13. Dezember 2009      |
| AJ Styles               | 11. September 2016                     | —                                      | —                                        | 10. April 2021                           | 8. Juni 2020           |
| Big E                   | 13. September 2021                     | —                                      |                                          | 26. April 2015                           | 18. November 2013      |
| Cody Rhodes             | 7. April 2024                          | —                                      | 10. Dezember 2007                        | 19. September 2010                       | 9. August 2011         |

#### Frauenformat
Eine weibliche Wrestlerin der WWE muss beide Primärmeisterschaften und eine Tag-Team-Meisterschaft erringen, um die Triple Crown bilden zu können.
| Champion        | Primärmeisterschaften (beide benötigt) | Primärmeisterschaften (beide benötigt) | Tag-Team-Meisterschaft |
| Champion        | Raw                                    | SmackDown                              | Tag Team               |
| --------------- | -------------------------------------- | -------------------------------------- | ---------------------- |
| Bayley          | 13. Februar 2017                       | 19. Mai 2019                           | 17. Februar 2019       |
| Alexa Bliss     | 30. April 2017                         | 4. Dezember 2016                       | 5. August 2019         |
| Asuka           | 10. Mai 2020                           | 16. Dezember 2018                      | 6. Oktober 2019        |
| Sasha Banks     | 25. Juli 2016                          | 25. Oktober 2020                       | 17. Februar 2019       |
| Charlotte Flair | 3. April 2016                          | 14. November 2017                      | 20. Dezember 2020      |
| Becky Lynch     | 8. April 2019                          | 11. September 2016                     | 27. Februar 2023       |
| Rhea Ripley     | 11. April 2021                         | 1. April 2023                          | 20. September 2021     |
| Ronda Rousey    | 19. August 2018                        | 8. Mai 2022                            | 29. Mai 2023           |
| Bianca Belair   | 2. April 2022                          | 10. April 2021                         | 4. May 2024            |
| Iyo Sky         | 5. August 2023                         | 3. März 2025                           | 12. September 2022     |

#### NXT Format
Ein männlicher Wrestler der WWE, der bei NXT antritt, muss eine Primärmeisterschaft, eine Sekundärmeisterschaft und eine Tag-Team-Meisterschaft erringen, um die Triple Crown bilden zu können.
| Champion       | Primärmeisterschaft | Tag-Team-Meisterschaft | Sekundärmeisterschaft |
| Champion       | NXT                 | NXT Tag Team           | NXT North American    |
| -------------- | ------------------- | ---------------------- | --------------------- |
| Johnny Gargano | 5. April 2019       | 19. November 2016      | 26. Januar 2019       |
| Adam Cole      | 1. Juni 2019        | 7. April 2018          | 7. April 2018         |

## World Championship Wrestling
Die WCW Triple Crown konnte ein Wrestler durch den erhalt der WCW World Heavyweight Championship, der WCW United States Heavyweight Championship und der WCW World Tag Team Championship bilden.
Als Bret Hart und Goldberg die WCW World Tag Team Championship gewannen, wurden beide gleichzeitig Triple Crown Champions. Chris Benoit bildete die Triple Crown am schnellsten in 309 Tagen, zwischen März 1999 und Januar 2000.

### Liste der WCW Triple Crown Sieger
| Text          | Text                                                                 |
| ------------- | -------------------------------------------------------------------- |
| Datum         | Der Tag an dem die Meisterschaft zum ersten mal erhalten worden ist. |
| Datum in fett | Der Tag an dem der Wrestler die Grand Slam bildete.                  |

| Champion            | Primärmeisterschaft | Tag-Team-Meisterschaft | Sekundärmeisterschaft |
| Champion            | WCW World           | WCW Tag Team           | WCW United States     |
| ------------------- | ------------------- | ---------------------- | --------------------- |
| Ric Flair           | Januar 11, 1991     | Dezember 26, 1976      | Juli 29, 1977         |
| Lex Luger           | Juli 14, 1991       | März 27, 1988          | Juli 11, 1987         |
| Sting               | Februar 29, 1992    | Januar 22, 1996        | August 25, 1991       |
| Diamond Dallas Page | April 11, 1999      | Mai 31, 1999           | Dezember 28, 1997     |
| Goldberg            | Juli 6, 1998        | Dezember 7, 1999       | April 20, 1998        |
| Bret Hart           | November 21, 1999   | Dezember 7, 1999       | Juli 20, 1998         |
| Chris Benoit        | Januar 16, 2000     | März 14, 1999          | August 9, 1999        |
| Scott Steiner       | November 26, 2000   | November 1, 1989       | April 11, 1999        |
| Booker T            | Juli 9, 2000        | Mai 3, 1995            | March 18, 2001        |

## Extreme Championship Wrestling
Die ECW Triple Crown konnte ein Wrestler durch den erhalt der ECW World Heavyweight Championship, der ECW World Television Championship und der ECW World Tag Team Championship bilden.

### Liste der ECW Triple Crown Sieger
| Text          | Text                                                                 |
| ------------- | -------------------------------------------------------------------- |
| Datum         | Der Tag an dem die Meisterschaft zum ersten mal erhalten worden ist. |
| Datum in fett | Der Tag an dem der Wrestler die Grand Slam bildete.                  |

| Champion        | Primärmeisterschaft | Tag-Team-Meisterschaft | Sekundärmeisterschaft |
| Champion        | ECW World           | ECW Tag Team           | ECW Television        |
| --------------- | ------------------- | ---------------------- | --------------------- |
| Mikey Whipwreck | 28. Oktober 1995    | 27. August 1994        | 13. Mai 1994          |
| Sabu            | 9. August 1997      | 4. Februar 1995        | 13. November 1993     |
| Tazz            | 10. Januar 1999     | 4. Dezember 1993       | 6. März 1994          |

## All Elite Wrestling
Die All Elite Wrestling (AEW) Triple Crown wurde am 4. September 2022 gegründet und wurde vom CEO des Unternehmens, Tony Khan, als bestehend aus der AEW World Championship, der AEW World Tag Team Championship und der AEW World Trios Championship definiert. 

### Liste der AEW Triple Crown Sieger
| Text          | Text                                                                 |
| ------------- | -------------------------------------------------------------------- |
| Datum         | Der Tag an dem die Meisterschaft zum ersten mal erhalten worden ist. |
| Datum in fett | Der Tag an dem der Wrestler die Grand Slam bildete.                  |

| Champion    | Primärmeisterschaft | Tag-Team-Meisterschaft | Trios-Meisterschaft |
| Champion    | AEW World           | AEW Tag Team           | AEW Trios           |
| ----------- | ------------------- | ---------------------- | ------------------- |
| Kenny Omega | 2. Dezember 2020    | 21. Januar 2020        | 4. September 2022   |